# Clementina Arderiu
Clementina Arderiu i Voltas (Barcellona, 6 luglio 1889 – Barcellona, 17 febbraio 1976) è stata una poetessa spagnola.

## Biografia
Tra le sue opere si ricordano Cançons i elegies (1916), L'alta Libertat (1920), Poesies completes (1952) ed És a dir (1960).